# Iwájú
Iwájú est une mini-série d'animation américano-britannico-nigériane en six épisodes, scénarisée par Olufikayo Adeola et Halima Hudson et réalisée par Adeola, diffusée le 28 février 2024 sur Disney+. 
Produite par Walt Disney Animation Studios et la société de divertissement panafricaine britannique Kugali Media, elle symbolise la première « série animée originale long format » produite par l'entreprise américaine.

## Synopsis
Située dans une ville futuriste de Lagos, au Nigeria, la série explore les thèmes profonds de la classe, de l'innocence et de la remise en question du statu quo,,," alors qu'elle suit les riches insulaires de Tola et les habitants du continent de Kole alors qu'ils découvrent les dangers dans les deux pays.

## Fiche technique
- Titre : Iwájú
- Réalisateur : Olufikayo Adeola
- Histoire : Olufikayo Adeola, Hamid Ibrahim, Toluwalakin, Olowofoyeku
- Musique composé : Ré Olunuga
- Langues originales :
- Producteurs : Christine Chen
- Producteurs exécutifs : Jennifer Lee  Byron Howard
- Société production :  Walt Disney Animation Studios, Kugali Media, Cinesite
- Langues originales : Yoruba, Anglais, Pidgin nigérian
- Pays :
  - Nigeria
  - Royaume-Uni
  - États-Unis

## Distribution

### Voix originales
- Simisola Gbadamosi : Tola Martins[6],
- Dayo Okeniyi : Tunde Martins
- Femi Branch (en) : Bude DeSousa
- Siji Soetan : Kole Adesola
- Weruche Opia : Otin
- Toyin Oshinaike : Godspower
- Bisola Aiyeola : Happiness
- Sodiq Yusuff: Sunday Adelekan

### Voix françaises
- Juliette Davis : Tola
- Daniel Njo Lobé : Tunde Martins
- Rody Benghezala : Bode DeSousa
- Kylian Trouillard : Kole Adesola
- Mélissa Berard : Otin
- Nicole Dogué : Mme Usman
- Mohad Sanou : Godspower
- Corinne Wellong : Mme Happiness
- Clarisse Lhoni-Botte : Mama Kole

 Source et légende : version française (VF) sur RS Doublage et cartons du doublage français.

## Épisodes
1. Iwájú
2. Bode
3. Kole
4. Tunde
5. Otin
6. Tola

## Production

### Développement
La directrice de la création de Walt Disney Animation Studios, Jennifer Lee, a lu un article sur la BBC à propos de Kugali Media, une société britannique fondée par des artistes africains, disant qu’ils voulaient « botter le cul de Disney »,. Intriguée par le désir de la société de créer et de raconter des histoires africaines, elle les a approchés pour développer ensemble un projet d’animation de science-fiction original pour le service de streaming de Walt Disney Company, Disney+. Les producteurs avaient initialement prévu de créer une série de courts métrages, mais « chaque idée était un long métrage épique », ils ont donc choisi de créer une série à la place.
Le 10 décembre 2020, Lee a annoncé que Walt Disney Animation Studios et Kugali Media coproduiraient une nouvelle série d’animation originale pour Disney+, intitulée Iwájú. Il s’agit de la première série d’animation originale de Walt Disney Animation Studios, car la plupart des projets télévisés de Disney — originaux ou basés sur la propriété intellectuelle préexistante — sont produits par Disney Television Animation. Elle a décrit la collaboration entre les deux entreprises comme une « première collaboration du genre »,,. Le spectacle est dirigé par Olufikayo Adeola.Le titre de la série, iwájú, se traduit grosso modo par « l’avenir » en langue yoruba (littéralement « face à face »),.
En février 2021, l’équipe de Kugali Media a déclaré que la série n’était pas comme World of Wakanda, avec le PDG de Kugali Media, Ziki Nelson, disant qu’ils « ont pris une vraie ville africaine » (Lagos, Nigeria) et ont trouvé des moyens de l’adapter en utilisant leur imagination, avec Hamid Ibrahim, le directeur créatif, clarifiant que Disney Animation les laisse « être nous-mêmes et… être fidèles à nous-mêmes », en travaillant avec Disney avec « une certaine autonomie et liberté créative ». Syfy a déclaré que cela pourrait « ouvrir les portes à d’autres collaborations post-pandémique dans le monde ». Toluwalakin « Tolu » Olowofoyeku, directeur de la technologie de Kugali, est un consultant créatif et un producteur consultant sur la série, et Nelson a écrit l’histoire. En juin 2021, Nelson, alors qu’il était engagé dans une société de gestion des talents, a ajouté que « raconter des histoires à travers l’art et l’animation » était son rêve.
Lors du Festival international du film d’animation d’Annecy 2021, Olowofoyeku a déclaré que l’histoire a été inspirée par la ville de Lagos, au Nigeria, en raison du fait que Lagos est « la capitale culturelle du Nigeria », et en raison de ses zones continentales et insulaires ayant « une sensation unique et distincte » que l’équipe créative a estimé avoir fourni « une base intéressante pour l’histoire ». Nelson a déclaré que la série serait une « occasion de donner aux gens une vue plus holistique du Nigeria » bien que ce soit une « ville étrange mais merveilleuse ». Les producteurs ont travaillé avec plusieurs pays pour la série, avec le directeur des effets visuels Marlon West disant que les membres de l’équipe ont été embauchés de plusieurs départements, tandis que la chef de l’histoire Natalie Nourigat a décrit avoir une « salle d’histoire virtuelle » composé de deux employés de Kugali et Disney comme « un excellent moyen de présenter de nouvelles personnes ».
Lee et Byron Howard sont producteurs exécutifs, tandis que Christina Chen produit. La série se compose de 6 épisodes,.

### Écriture
La série a été écrite par Adeola et Halima Hudson. Adeola et l'équipe de Kugali ont d’abord conçu l'histoire, les arcs de personnages et les épisodes, avec l’équipe étant donné la liberté créative complète de Disney, leur permettant d’intégrer des sujets plus sombres dans l'histoire. Hudson, un écrivain pour Disney Animation, a ensuite été amené à travailler sur le script afin d’ajouter de l’humour et de se concentrer sur l’histoire et les arcs. En ce qui concerne la représentation de Lagos dans la série, les auteurs ont décidé de rendre authentique la vie réelle, quoique légèrement exagérée et d’ajouter des éléments futuristes à la ville ; le concepteur de production Hamid Ibrahim a déclaré qu’ils voulaient se concentrer sur la vie quotidienne de Lagos.

### Animation
L'animation a été gérée dans les installations de Cinesite à Montréal et à Londres, tandis que la pré-production et le storyboard ont eu lieu dans les studios de Disney Animation à Burbank et à Vancouver. Hamid Ibrahim, le directeur créatif de Kugali, est le concepteur de la production du spectacle. Ibrahim a déclaré que le style d’animation du spectacle différerait des productions Disney précédentes, Nelson disant qu’il serait plutôt inspiré par les styles d’animation africains, orientaux et occidentaux, et le directeur des effets visuels, Marlon West, ajoutant qu’il aurait toujours la même qualité que les autres projets Disney. Ibrahim a également déclaré que les tours qui composent le continent, qui est le cadre principal de la série, sont destinées à représenter la surpopulation, tandis que la zone de l’île contient un « espace et un espace plus grand pour l’expression créative ». Il a ajouté que la technologie est un aspect crucial du décor, avec la série comportant plusieurs technologies avancées, telles que des lunettes de réalité augmentée remplaçant les smartphones et les voitures volantes sphériques.

### Musique
Ré Olunuga avait enregistré le score de la série en janvier 2024. La bande-son, qui comprend une musique authentique d’influence africaine, sortira le 1er mars 2024, deux jours après la première de la série.

## Thèmes
Iwájú explore les thèmes de l’inégalité et de la division des classes, que le directeur et cofondateur de Kugali Ziki Nelson a décrit comme « la réalité quotidienne de la vie au Nigeria et dans d’autres parties du monde ». Il explore également comment ces questions affectent la société au quotidien, ainsi que la « remise en question du statu quo ». Nelson a également décrit le spectacle comme « l’inspiration, ou l’aspiration et le désir, d’essayer et de concevoir la société pour vivre d’une manière plus positive ». Ibrahim a également fait valoir que la série représente un « rêve personnel d’enfance de moi pour raconter mon histoire et celle de mon peuple ».

## Sortie
Iwájú devait initialement faire ses débuts en 2022, exclusivement sur le service de streaming de Disney, Disney+,,. La série a ensuite été reportée à 2023, avant d’être finalement reportée au 28 février 2024.

### Marketing
Le concept art de la série a été présenté au Festival international du film d’animation d’Annecy 2021, où l’équipe a discuté de la série. La série a été décrite par Ibrahim comme un mash-up Kugali-Disney, une collaboration entre les deux sociétés, à laquelle Jennifer Lee, le directeur de la création de Walt Disney Animation Studios, a accepté, tandis qu'Olowofoyeku a déclaré que le spectacle avait un « une configuration unique pour raconter des histoires déjà intégrées dans l’ADN de la vraie vie de Lagos ». En outre, Nelson a déclaré que l’équipe créative du spectacle a construit « un monde futuriste enraciné dans le cadre contemporain ». En décembre 2021, lors de la journée des investisseurs pour Disney, des détails sur les personnages et l’intrigue de la série ont été révélés.
Une série documentaire a été développée dans les coulisses d’ABC News Studios, une division d’ABC News. Le documentaire, intitulé Iwájú : A Day Ahead, a été réalisé par Megan Harding avec Amy Astley et Beth Hoppe productrice exécutive, et sorti en même temps que la série le 28 février 2024. Un jeu mobile, intitulé Disney Iwájú : Rising Chef et développé par Maliyo Games aux côtés de Disney Games et Kugali, également sorti le 28 février 2024, sur Android et iOS.
La série met en vedette Simisola Gbadamosi, Dayo Okeniyi, Femi Branch (en), Siji Soetan et Weruche Opia. À l’origine, Walt Disney Animation Studios et Kugali Media planifiaient une série de courts métrages pour Disney+ d’ici décembre 2020. L’histoire s’inspire (et se déroule) de la ville de Lagos, au Nigeria, en raison du fait que Lagos est « la capitale culturelle du Nigeria », et en raison à la fois de ses zones continentales et insulaires ayant « un sentiment unique et distinct » que l’équipe créative a estimé avoir fourni « une base intéressante pour l’histoire ». Cinesite a été annoncé pour coproduire la série en septembre 2021, la pré-production étant déjà en cours chez Cinesite Montréal. La production a commencé en mai 2022. L’animation est assurée par les installations de Cinesite à Montréal et à Londres, avec la pré-production et la supervision du storyboard à Walt Disney Studios Burbank et Vancouver. La partition originale est composée par Ré Olunuga.

## Réception
LuxeKurves Magazine a loué la série pour avoir mis en vedette « des personnages noirs africains écrits et créés par une équipe africaine », la décrivant comme afrofuturiste. BBC News a noté que la série sera la première fois que Disney « travaillera avec des conteurs africains pour créer une série animée se déroulant sur le continent », impliquant que la série est afrofuturiste. Business Insider a déclaré que la série se déroule « dans un monde semblable au Wakanda », tandis que IOL (en) a appelé la série « imprégnée de science-fiction ». Native Magazine a déclaré que la série « mettra en évidence des histoires poignantes d’Afrique de l’Ouest racontées sous forme d’animation et de bandes dessinées », affirmant qu’elle est très importante à un moment où la brutalité policière et la corruption du gouvernement continuent au Nigeria, et « renforcer encore le talent des créatifs africains à l’échelle mondiale », avec une histoire racontée à travers des « lentilles africaines ». Tor.com a qualifié la série d’africanfuturisme et a déclaré qu’en s’associant à Disney, Kugali Media peut « atteindre un public de plus en plus large, apportant leur message dans le monde entier ».